# Hyastenus espinosus
Hyastenus espinosus is een krabbensoort uit de familie van de Epialtidae. De wetenschappelijke naam van de soort is voor het eerst geldig gepubliceerd in 1903 door Borradaile.